# Franco Rasetti
Franco Dino Rasetti, né le 10 août 1901 à Castiglione del Lago, en Ombrie, Italie, et mort le 5 décembre 2001 à Waremme, dans la province de Liège, Belgique, est un scientifique italien, qui fut un physicien, et ensuite un paléontologue, un botaniste. 

## Biographie
Franco Rasetti est né à Castiglione del Lago en Italie. Il fréquente l'École normale supérieure de Pise où il fait la connaissance d'Enrico Fermi et obtient un Laurea en 1922.
En 1928-1929 pendant un séjour au California Institute of Technology (Caltech), il mène des expériences sur l'effet Raman. Il est le premier à étudier l’effet Raman en phase gazeuse. Son spectre du diazote obtenu en 1929 fournit les premières preuves expérimentales que le noyau atomique n’est pas composé de protons et d'électrons, tel que l’on croyait à tort à l’époque. À cette époque, il acquiert une renommée internationale dans la spectroscopie moléculaire.
En 1930, il occupe la chaire de spectrographie à l'université de Rome « La Sapienza » dans le célèbre institut de Via Panisperna (fréquenté entre autres par Oscar D'Agostino, Emilio Segrè, Edoardo Amaldi, Ettore Majorana et Enrico Fermi) dont le directeur est Orso Mario Corbino. Il occupe ce poste jusqu'en 1938.
Rasetti fait partie des scientifiques précurseurs dans l'étude des neutrons et occupe un rôle prépondérant dans les recherches de Fermi concernant la radioactivité induite par le bombardement de neutrons et à partir de 1934, il participe à la découverte de la radioactivité artificielle du fluor et de l'aluminium qui se révélera déterminante dans l'élaboration de la bombe atomique.
En 1939, l'arrivée au pouvoir du fascisme et la situation intérieure italienne qui en découle pousse Rasetti à l'instar de ses collègues Fermi, Segre, Pontecorvo à quitter l'Italie.
Il a découvert avec Enrico Fermi la clé de la fission nucléaire mais contrairement à beaucoup de ses collègues, il a refusé pour des raisons morales de travailler sur le projet Manhattan.
De 1939 à 1947, il enseigne au Canada auprès de l'université Laval où il est fondateur et directeur du département de physique.
En 1947, il s'installe aux États-Unis, obtient la nationalité américaine en 1952 et jusqu'en 1967 il est titulaire de la chaire de physique de l'Université Johns-Hopkins à Baltimore.
À partir de 1960, il s'intéresse de plus en plus aux sciences naturelles et devient rapidement un expert mondial dans la paléontologie du Cambrien et dans la connaissance des fleurs sauvages des Alpes.
Il passe ses dernières années de sa vie dans une résidence pour anciens à Waremme dans la province de Liège en Belgique où il meurt en 2001.
Mort centenaire, il est inhumé dans la chapelle familiale à Pozzuolo Umbro, une frazione de Castiglione del Lago, en Ombrie.

## Spectroscopie Ramanet modèle du noyau atomique
Après la découverte de la diffusion Raman par des liquides organiques, Rasetti décide d’étudier le même effet dans des gaz à haute pression pendant son séjour à Caltech en 1928-1929. Les spectres démontrent une transition vibrationnelle avec une structure fine rotationnelle. Aux molécules diatomiques homonucléaires (H2, N2, O2), Rasetti trouve une alternance des lignes forts et faibles. Cette alternance est expliquée à l’aide de la mécanique quantique et le principe d'exclusion de Pauli par Gerhard Herzberg et Walter Heitler, comme conséquence de l’isomérie de spin nucléaire.
Au cas de dihydrogène, chaque noyau est un proton de spin ½, ce qui implique que les niveaux rotationnels impairs sont plus peuplés que les niveaux pairs. Les transitions provenant des niveaux impairs sont alors plus intenses, en accord avec le spectre observé par Rasetti. Au diazote par contre, Rasetti observe que les lignes provenant des niveaux pairs sont plus intenses. Ceci implique selon une analyse pareille que le spin nucléaire de l’azote est entier.
Ce résultat est difficile à comprendre à l’époque, parce que le neutron n’est pas encore connu en 1929, et on suppose (à tort) que le noyau 14N contient 14 protons et 7 électrons, pour un total impair (21) qui correspondrait à un spin demi-entier. Le spectre Raman de N2 observé par Rasetti fournit la première preuve expérimentale que ce modèle proton-électron du noyau est inadéquat. Après la découverte du neutron en 1932, Werner Heisenberg propose que les noyaux sont plutôt composés de protons et de neutrons. En particulier le noyau de 14N contient 7 protons et 7 neutrons, pour un total pair de 14 nucléons qui correspond à un spin entier en accord avec l’observation de Rasetti.

## Récompenses
- 1952, la médaille Charles Doolittle Walcott par le National Academy of Sciences.

## Publications
- (en) Elements of nuclear physics, Prentice Hall Inc (1er janvier 1936), (ASIN B0022EB3V2)
- Une flore alpine illustrée avec ses photos, 1980.